# 1931年のメジャーリーグベースボール
以下は、メジャーリーグベースボール（MLB）における1931年のできごとを記す。
1931年4月14日に開幕し10月10日に全日程を終え、ナショナルリーグはセントルイス・カージナルスが2年連続4度目のリーグ優勝を、アメリカンリーグはフィラデルフィア・アスレチックスが3年連続9度目のリーグ優勝で、前年と同じ組合せとなったワールドシリーズはセントルイス・カージナルスがフィラデルフィア・アスレチックスを4勝3敗で破り、5年ぶり2度目のシリーズ制覇となった。
1930年のメジャーリーグベースボール - 1931年のメジャーリーグベースボール - 1932年のメジャーリーグベースボール

## できごと
アメリカンリーグのアスレチックスは1929年から3年連続優勝したが、この3シーズンともに100勝以上を達成しており、この年は特に107勝という圧倒的な数字で2位ヤンキースに13.5ゲーム差をつけた。そして1929年はカブスを4勝1敗、1930年はカージナルスを4勝2敗で破り、首位打者はアル・シモンズ(打率.390)、他に強打者ジミー・フォックス(本塁打30本)がいて彼は翌1932年に本塁打58本を打ち本塁打王と打点王を獲得しさらに1933年には三冠王となった。この強力な3・4番コンビに捕手がミッキー・カクレーン、投手にレフティ・グローブがいて、投手陣の層も厚かった。しかしこの翌年からアスレチックスは優勝から見放されて長い低迷期に入り、やがて本拠地を2回移転しオークランドに移って以後の1972年に41年ぶりのリーグ優勝を果たす。
ナショナルリーグはカージナルスが、 チック・ヘイフィー が打率.349で首位打者となり、ジム・ボトリーがいて、しかも兼任監督フランキー・フリッシュが盗塁王を獲得しペッパー・マーチンの台頭もあって機動力を生かしてシーズン101勝を上げ、2年連続のリーグ優勝となった。
そしてワールドシリーズは、カージナルスの21歳の外野手ペッパー・マーチンが活躍し、このシリーズを大きく左右する存在となった。結局アスレチックスはグローブが2勝、アーンショーが1勝、一方カージナルスはビル・ハラハンが2勝、38歳のバーリー・グリムスも2勝して5年ぶりの世界一となった。マーチンは第5戦から4番を打ち盗塁5(チーム全体では8)でアスレチックスを相手に引っ掻き回した機動力がものを言った。
- チャック・クライン (フィラデルフィア・フィリーズ）は本塁打31本、打点121でナショナルリーグの本塁打王と打点王を獲得し、打率は.337であった。たが、彼は前年には本塁打40本、打点170、打率.386を打ちながら無冠であった。ビル・テリー の打率.401（ナショナルリーグ最後の4割）とハック・ウィルソンの本塁打56本（彼が40本以上打ったのはこの年だけ）・打点191という大きな記録のためであった。
- ジョー・マッカーシー新監督のもとで、ヤンキースはアメリカンリーグの2位に終わった。ベーブ・ルースは打率.373・本塁打46本・打点163で、ルー・ゲーリッグは打率.341・本塁打46本・打点184の成績で、首位打者はアル・シモンズ (アスレチックス)打率.390に譲ったが、本塁打王がルースとゲーリッグ、打点王はゲーリッグ（この打点184は新記録であった）で両打者健在ながらアスレチックスに大差をつけられた。なおこの年4月26日の対ワシントン・セネタース戦でゲーリッグは右中間スタンドに突き刺す本塁打を打ったが、一塁走者が打球を見失って走らなかったためゲーリッグが追い越してしまい（当時は結局三塁打とされた）、ゲーリッグの本塁打は幻となって1本損したことになった。そしてシーズン終了後にルースと同数の46本になって両者本塁打王となったが、もしこの1本がそのまま追い越さずに記録されていたらベーブ・ルースの本塁打王の回数が減っていたことになる。

### 最優秀選手(MVP)表彰の復活
この年から最優秀選手賞（MVP）の表彰が復活して、全米野球記者協会が両リーグから1名を選出することとなった。メジャーリーグではこの1931年のMVPから公式記録としている。その第1回のこの年はアメリカンリーグはアスレチックスのレフティ・グローブが、ナショナルリーグはフランキー・フリッシュが選出されている。
前年投手三冠王だったレフティ・グローブはこの年も31勝を上げて敗れたのはわずか4敗であった。勝率.886、防御率2.06、奪三振175で、前年に続いて2年連続の投手三冠を達成し、なおかつ当時はタイトルが無かったが最多セーブでもあり、最多勝利・最優秀防御率・最多奪三振・最高勝率を合わせて投手の全タイトルを獲得した（投手五冠王）。これは19世紀の1884年にプロビデンス・グレイズのチャールズ・ラドボーンが達成して以来の記録となった。また2年連続の投手三冠は他に1915～1916年のピート・アレクサンダー、1965～1966年のサンディー・コーファックス、1997～1998年のロジャー・クレメンスが達成しており、今日までにメジャーリーグでわずか4人しかいない。
ロジャース・ホーンスビーとの「世紀の大トレード」でジャイアンツからカージナルスに移ったフランキー・フリッシュは、1927年に打率.337・安打208本・盗塁48を記録し1928年には.300、1930年には.346を打ち、この年には打率.311・打点82・本塁打4本を打って盗塁28でこの年の盗塁王をも獲得しカージナルスの2連覇に貢献した。ただ首位打者は同僚のチック・ヘイフィーで、この年の彼が格別に優れていた訳ではない。2年前の旧MVP制度で最後のMVPがロジャース・ホーンスビーだったが、ホーンスビーも得点王だけで獲得したものだった。フリッシュの場合も彼の13年間にわたる攻守の成績が総合的に評価された、と見られている。フリッシュは2年後の1933年から選手兼任でカージナルスの監督に就任し、1934年に「ガスハウスギャング」と呼ばれたカージナルスを率いてリーグ優勝を果たす。

### 全米大リーグ選抜チームの訪日
この年のシーズン終了後にメジャーリーグの選手14人が読売新聞社の招きで日米親善野球のため訪日した。この当時の日本はまだ職業野球が無く（1920年に日本運動協会及び大毎野球団の動きがあったが1929年に解散した）、中等学校野球（甲子園）・大学野球の隆盛とともに職業野球団の結成に意欲を燃やしていた正力松太郎が日本での野球人気の高まりに着眼し、大リーグ選抜を招待して全17試合を主催した。この時の参加メンバーにはルー・ゲーリッグ（ヤンキース）、ミッキー・カクレーン（アスレチックス）、レフティ・グローブ（アスレチックス）、アル・シモンズ（アスレチックス）、ウィリー・カム（インディアンス）、フランキー・フリッシュ（カージナルス）、ラビット・モランビル（ブレーブス）、レフティ・オドール（ロビンス）などであった。
この選抜チームの対戦相手は、当時の日本で最高レベルであった東京六大学各校の単独チーム（例：第1戦は立大、第2戦は早大、第3戦は明大）であったり、現役学生とOB混成の早稲田や慶応明治各校のオールチーム（例：全早稲田、全慶応）であったり、東京六大学の現役学生とOBの混成で組織された全日本代表チームであった。この全日本代表の主なメンバーはOBでは宮武三郎（慶大OB）、山下実（慶大OB）、伊達正男（早大OB）、久慈次郎（早大OB）、学生では三原脩（早大）、水原茂（慶大）、松木謙治郎（明大）、若林忠志（法大）、苅田久徳（法大）など総勢27名であった。さらに地方巡業で廻る場合は各地の大学・実業団チームが対戦した。西村幸生投手擁する関西大、大岡虎雄がいた八幡製鉄、苅田久徳や久慈次郎、氷室武夫の全横浜、宇佐美一夫がいた横浜高商とそれぞれ1試合ずつ対戦した。
ゲーリッグは第5戦で死球を受けてケガをしたため以後の試合には出場していなかったが、11月7日から30日まで全17試合を行い圧倒的な大差で日本は17連敗であった。しかし、総計45万人の観衆を集めたと言われる。これにより日本ではますます野球熱が高まり、一緒に来日した全米野球記者協会の元会長フレッド・リーブは日本で野球が盛んであったことに驚いたと後の回想録で記している。主催の読売新聞社は参加メンバーであったレフテイ・オドールに今回参加しなかったベーブ・ルースを次の機会には参加してほしい旨を伝え、これが3年後に再び大リーグ選抜チームの再来日につながった。この3年後の2度目の全米大リーグ選抜チーム（ベーブ・ルースも参加）の来日から今日のプロ野球チームの結成の動きが本格化した。

### 規則の改訂
- エンタイトルツーベースの規則が確立した。
- この年から犠牲フライが適用されなくなる。

## 最終成績

### レギュラーシーズン
| 順 | チーム                           | 勝利 | 敗戦 | 勝率 | G差  |
| -- | -------------------------------- | ---- | ---- | ---- | ---- |
| 1  | フィラデルフィア・アスレチックス | 107  | 45   | .704 | --   |
| 2  | ニューヨーク・ヤンキース         | 94   | 59   | .614 | 13.5 |
| 3  | ワシントン・セネタース           | 92   | 62   | .597 | 16.0 |
| 4  | クリーブランド・インディアンス   | 78   | 76   | .506 | 30.0 |
| 5  | セントルイス・ブラウンズ         | 63   | 91   | .409 | 45.0 |
| 6  | ボストン・レッドソックス         | 62   | 90   | .408 | 45.0 |
| 7  | デトロイト・タイガース           | 61   | 93   | .396 | 47.0 |
| 8  | シカゴ・ホワイトソックス         | 56   | 97   | .366 | 51.5 |

| 順 | チーム                       | 勝利 | 敗戦 | 勝率 | G差  |
| -- | ---------------------------- | ---- | ---- | ---- | ---- |
| 1  | セントルイス・カージナルス   | 101  | 53   | .656 | --   |
| 2  | ニューヨーク・ジャイアンツ   | 87   | 65   | .572 | 13.0 |
| 3  | シカゴ・カブス               | 84   | 70   | .545 | 17.0 |
| 4  | ブルックリン・ロビンス       | 79   | 73   | .520 | 21.0 |
| 5  | ピッツバーグ・パイレーツ     | 75   | 79   | .487 | 26.0 |
| 6  | フィラデルフィア・フィリーズ | 66   | 88   | .429 | 35.0 |
| 7  | ボストン・ブレーブス         | 64   | 90   | .416 | 37.0 |
| 8  | シンシナティ・レッズ         | 58   | 96   | .377 | 43.0 |

### ワールドシリーズ
- カージナルス 4 - 3 アスレチックス

| 10/1 –  | アスレチックス | 6 | - | 2 |  | カージナルス   |
| 10/2 –  | アスレチックス | 0 | - | 2 |  | カージナルス   |
| 10/5 –  | カージナルス   | 5 | - | 2 |  | アスレチックス |
| 10/6 –  | カージナルス   | 0 | - | 3 |  | アスレチックス |
| 10/7 –  | カージナルス   | 5 | - | 1 |  | アスレチックス |
| 10/9 –  | アスレチックス | 8 | - | 1 |  | カージナルス   |
| 10/10 – | アスレチックス | 2 | - | 4 |  | カージナルス   |

## 個人タイトル

### アメリカンリーグ
| 項目   | 選手                     | 記録 |
| ------ | ------------------------ | ---- |
| 打率   | アル・シモンズ (PHA)     | .390 |
| 本塁打 | ルー・ゲーリッグ (NYY)   | 46   |
| 本塁打 | ベーブ・ルース (NYY)     | 46   |
| 打点   | ルー・ゲーリッグ (NYY)   | 184  |
| 得点   | ルー・ゲーリッグ (NYY)   | 163  |
| 安打   | ルー・ゲーリッグ (NYY)   | 211  |
| 盗塁   | ベン・チャップマン (NYY) | 61   |

| 項目   | 選手                       | 記録 |
| ------ | -------------------------- | ---- |
| 勝利   | レフティ・グローブ (PHA)   | 31   |
| 敗戦   | パット・キャラウェイ (CWS) | 24   |
| 敗戦   | ドリー・グレイ (SLA)       | 24   |
| 防御率 | レフティ・グローブ (PHA)   | 2.06 |
| 奪三振 | レフティ・グローブ (PHA)   | 175  |
| 投球回 | ルーブ・ウォルバーグ (PHA) | 291  |
| セーブ | ウィルシー・ムーア (BOS)   | 10   |

### ナショナルリーグ
| 項目   | 選手                         | 記録 |
| ------ | ---------------------------- | ---- |
| 打率   | チック・ヘイフィー (STL)     | .349 |
| 本塁打 | チャック・クライン (PHI)     | 31   |
| 打点   | チャック・クライン (PHI)     | 121  |
| 得点   | チャック・クライン (PHI)     | 121  |
| 得点   | ビル・テリー (NYG)           | 121  |
| 安打   | ロイド・ウェイナー (PIT)     | 214  |
| 盗塁   | フランキー・フリッシュ (STL) | 28   |

| 項目   | 選手                       | 記録 |
| ------ | -------------------------- | ---- |
| 勝利   | ジャンボ・エリオット (PHI) | 19   |
| 勝利   | ビル・ハラハン (STL)       | 19   |
| 勝利   | ヘイニー・マイン (PIT)     | 19   |
| 敗戦   | シイ・ジョンソン (CIN)     | 19   |
| 防御率 | ビル・ウォーカー (NYG)     | 2.26 |
| 奪三振 | ビル・ハラハン (STL)       | 159  |
| 投球回 | ヘイニー・マイン (PIT)     | 284  |
| セーブ | ジャック・クイン (BRO)     | 15   |

## 表彰
シーズンMVP
- アメリカンリーグ ： レフティー・グローブ （PHA）
- ナショナルリーグ ： フランキー・フリッシュ （STL）